# Linh Quang Viên
Linh Quang Viên (1918 – 2013) nguyên là một cựu tướng lĩnh Bộ binh của Quân lực Việt Nam Cộng hòa, cấp bậc Trung tướng. Ông xuất thân từ trường Võ bị do Quân đội Pháp mở ra ở Bắc Việt Nam nhằm đào tạo sĩ quan trên toàn Đông Dương với mục đích phục vụ cho Quân đội Thuộc địa Pháp. Ông đã từng tham gia làm cấp chỉ huy và chiến đấu dưới tổ chức Việt Nam Quốc dân Đảng. Ông cũng từng chỉ huy các đơn vị địa phương người dân tộc Tự trị vùng Đông Bắc, Bắc Việt. Về sau ông làm đến chức vụ Tổng trưởng Nội vụ trong Nội các Chính phủ Việt Nam Cộng hòa.

## Tiểu sử & Binh nghiệp
Ông sinh ngày 11 tháng 11 năm 1918 tại Hòa An, Cao Bằng, vùng đông bắc Bắc phần trong một gia đình quan lại khá giả. Thiếu thời, ông học Tiểu học ở Cao Bằng. Năm 1933, khi lên Trung học, do gia đình có điều kiện, ông được về Hà Nội học ở trường Trung học Albert Sarraut theo chương trình Pháp. Năm 1939 ông tốt nghiệp với văn bằng Tú tài toàn phần ban Triết (Part II)

### Quân đội Thuộc địa Pháp
Cuối năm 1939, ông nhập ngũ vào Quân đội Pháp ở Đông Dương, mang số quân: 38/300.619. Sau đó được theo học khóa 1 tại trường Võ bị Tông, Sơn Tây (Chỉ huy trưởng là Đại tá Corbonel). Một năm sau, mãn khóa tốt nghiệp với cấp bậc Chuẩn úy. Ra trường, ông được cử làm Trung đội trưởng thuộc Chiến đoàn 4 Lưu động, đồn trú tại vùng Tây bắc Bắc phần. Đầu năm 1942, ông được thăng cấp Thiếu úy tại nhiệm.

## Quốc dân đảng
Tháng 3 năm 1943, ông được giải ngũ, trở về với đời sống dân sự cư ngụ ở Tỉnh Vĩnh Yên và tham gia Quốc dân đảng ở Đảng bộ Vĩnh Yên. Đến tháng 8 năm 1945, ông làm Ủy viên Quân sự thuộc Đệ tam Khu chiến của Việt Nam Quốc dân đảng gồm các tỉnh từ Vĩnh yên lên đến Tuyên Quang, Lào Cai và Lai Châu. Tham gia các trận chiến chống Việt Minh tấn công vào Đệ tam khu chiến từ năm 1945 cho đến năm 1946. Sau đó ông làm Chỉ huy trưởng trường Quân chính Vĩnh Yên (tiền thân của trường Lục quân Yên Bái).

## Trở lại binh nghiệp

### Quân đội Liên hiệp Pháp
Cuối năm 1946, sau khi Đệ tam khu chiến tan vỡ ông trở về Hà Nội và bị An ninh Quân đội Pháp bắt giữ điều tra. Sau đó, ông được trả tự do và tình nguyên tái ngũ vào Quân đội Liên Hiệp Pháp với cấp bậc cũ (Thiếu úy). Tháng giêng năm 1947, ông được cử giữ chức vụ chỉ huy Trung đội Nùng ở Tiên Yên, Móng Cái, luân phiên hành quân vùng biên giới Việt-Hoa. Tháng 9 cùng năm ông được thăng cấp Trung úy, biệt phái giữ chức vụ Phụ tá cho Đại tá Vòng A Sáng Chỉ huy trưởng khu Tự trị Nùng ở Móng Cái. Cuối năm, ông được cử làm Chỉ huy trưởng trường Thiếu sinh quân Móng Cái kiêm làm trung gian giữa Văn phòng Quốc trưởng Bảo Đại ở Hà Nội và Khu Tự trị Nùng Ở Móng Cái để sáp nhập Khu tự trị vào Hoàng triều Cương thổ.
Năm 1949, ông rời chức vụ Chỉ huy trưởng trường Thiếu sinh quân để đi thành lập Bảo chính đoàn Bắc Việt tại Hà Nội do Đại tá Hoàng Văn Tỷ làm Chỉ huy trưởng. Ông được mang cấp bậc Trung tá Bảo chính đoàn (cấp bậc giả định) và được giữ chức vụ Tham mưu trưởng kiêm Giám đốc trường Sĩ quan Bảo chính đoàn Nam Đồng, Hà Nội.

### Quân đội Quốc gia
Đầu năm 1950, ông được cử làm Chánh Võ phòng cho Quốc trưởng Bảo Đại, nhận lệnh thành lập Ngự lâm quân và được bổ nhiệm làm Tiểu đoàn trưởng Tiểu đoàn Ngự lâm quân tân lập tại Đà Lạt. Sau đó ông chính thức gia nhập Quân đội Quốc gia với cấp bậc Đại úy.
Tháng 6 năm 1952, ông được thăng cấp Thiếu tá và được cử đi học khóa tham mưu tại trường Tham mưu Paris, Pháp. Đầu năm 1953, mãn khóa về nước ông được thăng cấp Trung tá và được bổ nhiệm làm Tiểu khu trưởng Tiểu khu Ban Mê Thuột kiêm Tư lệnh Đệ tứ Quân khu Cao nguyên. Tháng giêng năm 1954, tham gia Chiến Dịch Atlante ở Trung Việt gồm các tỉnh Quảng Nam, Quảng Ngãi, Bình Định và Phú Yên. Tháng 6 cùng năm ông được thăng cấp Đại tá tạm thời và chính thức nhậm chức Tư lệnh Đệ tứ Quân khu.

### Quân đội Việt Nam Cộng hòa
Đầu tháng 5 năm 1955, ông thừa lệnh Thủ tướng Diệm giải tán Ngự lâm quân, sau khi đã thuyết phục được Đại tá Nguyễn Tuyên để tránh đổ máu. Sau đó Lực lượng này được sáp nhập vào Quân đội Quốc gia. Đầu năm 1956, bàn giao Đệ tứ Quân khu lại cho Đại tá Thái Quang Hoàng, đi du hành quan sát các nước Đông Á, Đông Nam Á và Úc, tìm hiểu về chiến lược phòng thủ vĩ tuyến. Đầu năm 1959, ông được cử đi du học khóa (1959 - 1) Tham mưu cao cấp tại Học viện Fort Leavenworth, Kansas, Hoa Kỳ. Đầu tháng 6 cùng năm mãn khóa về nước, ông được cử giữ chức vụ Phó Tổng thư ký Bộ Quốc phòng, Phụ tá Tổng Thư ký là Thiếu tướng Trần Văn Minh.
Năm 1963, sau khi tham gia cuộc đảo chính chế độ gia đình trị họ Ngô (ngày 1 tháng 11). Ngày 2 tháng 11 ông được thăng cấp Thiếu tướng giữ chức vụ Phó Tổng tham mưu trưởng Đặc trách Tiếp vận.
Sau cuộc Chỉnh lý ngày 30 tháng 1 năm 1964 của tướng Nguyễn Khánh. Đầu tháng 2, ông được bổ nhiệm chức vụ Tư lệnh Sư đoàn 22 Bộ binh thay thế Đại tá Nguyễn Thanh Sằng Tháng 9 cùng năm, bàn giao Sư đoàn 22 lại cho Đại tá Nguyễn Văn Hiếu (nguyên Tham mưu trưởng Quân đoàn I). Sau đó, ông được cử chức vụ Giám đốc Nha An ninh Quân đội thay thế Đại tá Nguyễn Ngọc Loan.
Trung tuần tháng 1 năm 1965, bàn giao Nha An ninh Quân đội lại cho Trung tá Trang Văn Chính. Sau đó tham chính giữ chức vụ Tổng trưởng Thông tin Tâm lý chiến và kiêm chức vụ Ủy viên Thường vụ Chính trị trong Hội đồng Quân lực do Đại tướng Nguyễn Khánh làm Tổng tư lệnh. Cuối tháng 5 cùng năm, chuyển về Bộ Tổng tham mưu giữ chức vụ Tham mưu trưởng Liên quân.
- Thời gian ông giữ chức Tham mưu trưởng Liên quân, trải qua 3 vị Tổng Tham mưu trưởng:
-Trung tướng Trần Văn Minh (từ tháng 2 đến tháng 7/1965)
-Trung tướng Nguyễn Hữu Có (từ tháng 7 đến tháng 10/1965)
-Đại tướng Cao Văn Viên (10/1965-4/1975)

Trung tuần tháng 4 năm 1966, bàn giao chức Tham mưu trưởng lại cho Thiếu tướng Bùi Hữu Nhơn (Nguyên Tổng cục trưởng Tổng cục Quân huấn) để trực tiếp giữ chức vụ Bộ trưởng Bộ Nội vụ trong Nội các Thủ tướng Nguyễn Cao Kỳ. Ba tháng sau kiêm Đặc uỷ trưởng Phủ Đặc uỷ Trung ương Tình báo trước đó do Đại tá Nguyễn Ngọc Loan Tổng giám đốc Cảnh sát Quốc gia kiêm nhiệm. Cuối tháng 10 năm 1967, ông được thăng cấp Trung tướng. Sang tháng 11, Tổng trưởng Nội vụ trong Nội các Thủ tướng Nguyễn Văn Lộc. Tháng 5 năm 1968, ông rời chức vụ Tổng trưởng Nội vụ để trở lại phục vụ Quân đội.
Đầu năm 1969, ông được cử giữ chức Chỉ huy trưởng trường Hạ sĩ quan Quân lực Việt Nam Cộng hòa (Đồng Đế) thay thế Đại tá Lê Văn Nhật. Đến đầu tháng 7 năm 1972, bàn giao Quân trường Đồng Đế lại cho Chuẩn tướng Võ Văn Cảnh. Sau đó ông được cử đi Du hành Quan sát các Quân trường ở Hoa Kỳ.
Đầu năm 1973, về nước ông được cử làm Tổng Thanh tra Quân đoàn III do Trung tướng Nguyễn Văn Minh làm Tư lệnh và Quân đoàn IV do Thiếu tướng Nguyễn Vĩnh Nghi làm Tư lệnh. Đầu tháng 3 cùng năm ông được giải ngũ với lý do đã phục vụ Quân đội trên 20 năm.
Tháng 5 năm 1974, ông được bổ nhiệm đi làm Đại sứ Việt Nam Cộng hòa tại nước Cộng hòa Trung Phi. Sang tháng 1 năm 1975 kiêm nhiệm thêm chức vụ Đại sứ Việt Nam Cộng hòa tại nước Cộng hòa Tchad.

## Sau năm 1975
Sau ngày 30 tháng 4, tại nước ngoài ông trở thành người sống lưu vong và từ châu Phi ông sang nước Pháp tạm cư tại Paris. Tháng 8 năm 1977, ông sang định cư tại Washington DC, Hoa Kỳ.
Ngày 17 tháng 1 năm 2013 ông từ trần tại Virginia, Hoa Kỳ. Hưởng thọ 95 tuổi.

## Huy chương
- Huy chương VNCH:
-Bảo quốc Huân chương đệ nhị đẳng (ân thưởng)
-Một số Anh dũng Bội tinh với nhành dương liễu, ngôi sao vàng và ngôi sao bạc
-Giây Biểu chương cùng các huy chương quân sự và dân sự khác
- Huy chương Đồng minh:
-Đệ ngũ đẳng Bắc đẩu Bội tinh Pháp (Chevalier de la Legion d'Honneur)
-Croix de Guerre Pháp
-Chiến thương Bội tinh Pháp
-Một số Huy chương của Trung hoa Quốc gia, Nam Hàn và Thái Lan

## Gia đình
- Thân phụ: Cụ Linh Quang Vọng (Chữ Hán: 凌光望;[12] 1895-1945, từng giữ chức vụ Tuần Phủ Lạng Sơn dưới thời Pháp thuộc)
- Thân mẫu: Cụ Bế Thị Mậu.
- Nhạc phụ: Cụ Nguyễn Bách (nguyên là quan Tuần phủ Phú Thọ thời Pháp thuộc)
- Nhạc mẫu: Cụ Nguyễn Thị Hạc
- Các em: Linh Quang Mẫn, Linh Quang Tài, Linh Quang Huân, Linh Thị Ngọc Dung, Linh Thị Ngọc Xuân, Linh Quang Hào, Linh Quang Hiệp.
- Phu nhân: Bà Nguyễn Thị Nghĩa (1921-2006)

Ông bà có bảy người con (3 trai và 4 gái)
Linh Thị San
Linh Quang Hùng, Linh Thị Ngọc Thư, Linh Thị Ngọc Bích, Linh Quang Tuấn, Linh Thị Ngọc Thi, Linh Quang Chính.